# Contarinia intrans
Contarinia intrans är en tvåvingeart som beskrevs av Harris 1979. Contarinia intrans ingår i släktet Contarinia och familjen gallmyggor. Inga underarter finns listade i Catalogue of Life.